# Робинсон, Генри (разведчик)
Генри Робинсон (нем. Henry Robinson, настоящее имя Арнольд Шнее; 8 мая 1897, Брюссель — весна 1944, Берлин) — агент советской военной разведки.

## Биография
Родился и вырос в Бельгии. Отец — русский, мать — полька. В юности переехал во Францию, получил французское гражданство. Окончил Цюрихский университет, где изучал юриспруденцию; владел английским, французским, русским, немецким и итальянским языками.
В 1920 г. вступил в Французскую коммунистическую партию, позже — в Коммунистическую партию Германии. В начале 1920-х гг. в Руре был политическим директором Коммунистического союза молодёжи Германии. В 1921 году «товарищ Гарри» был направлен компартией Германии в Москву в распоряжение Коммунистического интернационала молодёжи. Вернувшись в Германию, получил задание вести подпольную антивоенную работу против оккупации Рура французской армией. За деятельность в Рурской области французский суд в 1923 г. заочно приговорил его к десяти годам тюремного заключения.
Первые контакты Генри Робинсона с советской военной разведкой относят к 1923—1924 годам. В 1933 году по личному указанию начальника Разведупра Я. Берзина был завербован советской разведкой, официально числился в составе агентурной сети Разведупра. Вначале был заместителем резидента, а затем стал резидентом во Франции.
В 1937—1939 гг. «товарищ Гарри» создал большую и надёжно законспирированную агентурную сеть, добывавшую ценную информацию. Он анализировал сообщения агентов из Германии, Англии, Франции, Италии и направлял в Москву материалы военного и научно-технического характера (мобилизационные планы, численность вооружённых сил, производство разрывных снарядов и новых артиллерийских орудий, кислородные приборы для лётчиков, новые немецкие противогазы, сведения о частичной мобилизации в Англии в сентябре 1938 года, о подготовке английских вооружённых сил и переброске их во Францию и т. д.).
В 1938 году посетил Москву, после чего прекратил сотрудничать с Коминтерном. С началом Второй мировой войны резидентура Робинсона переориентировалась на работу против Германии. В 1940—1941 гг. информировал Центр о подготовке вторжения Германии в Советский Союз. В 1941—1942 гг. степень законспирированности резидентуры Робинсона снизилась вследствие расширения взаимодействия с резидентурами Л. Треппера и А. Гуревича, а также установления связи с секретной службой Свободной Франции.

## Арест и гибель
21 декабря 1942 года Робинсон был арестован гестапо. Несмотря на пытки, арест жены и сына, подготовку расстрела сына на глазах у отца, «товарищ Гарри» не дал никаких показаний, не выдал ни одного человека, и после его ареста никто не был арестован. После шести месяцев в тюрьме гестапо во Франции Робинсон был переведён в Моабитскую тюрьму.
О его дальнейшей судьбе существовало несколько версий:
1. Робинсон был приговорён к смерти и казнён[2].
2. В 1944 году был убит одним из членов «Красной капеллы» за подготовку к побегу.
3. Был убит кем-то по приказу из Москвы (?).
4. Остался жив и продолжал работать на советскую разведку.

Единственное письменное свидетельство об участи Робинсона приведено Н. Поросковым:

В конце сентября 1944 года неизвестный передал в советское представительство в Софии следующую записку:

«Французский товарищ Анри Робинсон, „Гарри“, был арестован гестапо в декабре 1942 года в своём доме. Он был выдан лицом, которое получило его адрес в Москве. Его жена и сын были подвергнуты пыткам и заключены в тюрьму, а затем казнены. Сам „Гарри“ был заключён в одиночку и впоследствии отвезён в Берлин, Гауптзихерхайтсамт (РСХА), Принц Альбрехтштрассе, где содержится в большом секрете в камере 15 в ожидании смертного приговора. Пишущий настоящие строки видел его в последний раз 20 сентября 1943 года в день выхода из соседней камеры 16 и обещал передать это сообщение…» (Далее следует описание подробностей ареста и поведения отдельных лиц).

«…Все связи к французскому министерству и генштабу в безопасности, так как были известны только Га…
Отрубят голову или расстреляют, победа будет всё равно наша. Ваш Гарри».— Поросков Н. Неизвестный солист «Красной капеллы» // Красная звезда. — 1998, 17 июня. (цит. по)
В книге Г. Дугласа приведены слова Г. Мюллера, утверждавшего, что ему удалось перевербовать Робинсона.
Спустя много лет после войны точно установили, что Робинсон погиб в 1944 г.

### Семья
Жена — Клара Шаббель. Сын Лео, родился в 1922 г.

## Видео
- против Фюрера. Тайна агента Гарри" (недоступная ссылка)